# Sclerogastraceae
Sclerogastraceae is een botanische naam, voor een monotypische familie van schimmels in de orde Boletales. Het bevat alleen het geslacht Sclerogaster.